# Route 33 (Islande)
Pour les articles homonymes, voir Route 33.
La Route 33 (Þjóðvegur 33) ou Gaulverjabæjarvegur est une route islandaise reliant Selfoss à Stokkseyri au sud de l'île.

## Trajet
- Selfoss - 
  -  -  vers Route 34
  -  -  vers Route 305
  -  -  vers Stokkseyri
  -  -  vers Route 308
  -  -  vers Route 305
  -  -  vers Route 1
- Baugstaðir
- Phare de Knarrarós
- Stokkseyri
- Route 34